# Effigy Mounds National Monument
Effigy Mounds National Monument ist eine Gedenkstätte und ein archäologisches Schutzgebiet vom Typ eines National Monuments im Tal des Mississippi Rivers im Nordosten des US-Bundesstaates Iowa. Es bewahrt über 200 Mounds genannte, künstliche Hügelstrukturen, von denen 31 als Geoglyphen in den Umrissen verschiedener Tiere geformt sind. Sie entstanden zwischen 500 v. Chr. und 1200 n. Chr. und wurden von einer präkolumbischen Indianerkultur der Woodland-Periode als Begräbnis- und Kultbauten angelegt, wobei die figürlichen Formen erst um das Jahr 700 aufkamen und bis etwa 1200 angelegt wurden. Die Kultur ihrer Erbauer wird als Effigy-Mounds-Kultur („Kultur der abbildhaften Erdhügel“) bezeichnet, sie waren die letzten Jäger und Sammler in der Region.
Die Erforschung der Mounds begann im 19. Jahrhundert, fundierte Erkenntnisse über die Erbauer konnten erst im 20. Jahrhundert erlangt werden. Das Schutzgebiet wurde 1949 von Präsident Harry S. Truman eingerichtet und mehrfach erweitert. Es wird vom National Park Service verwaltet. Der Name stammt vom englischen Wort effigy für figürliches Abbild und grenzt die Mounds der Region von den wesentlich größeren, überwiegend jüngeren, und meist geometrischen künstlichen Hügeln im Südosten der Vereinigten Staaten ab.

## Lage des Gebietes

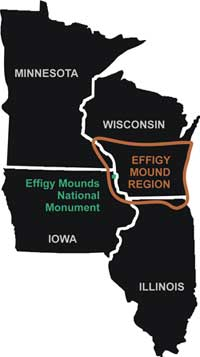
Vorkommen der Effigy Mounds im heutigen südlichen Wisconsin und benachbarten Staaten

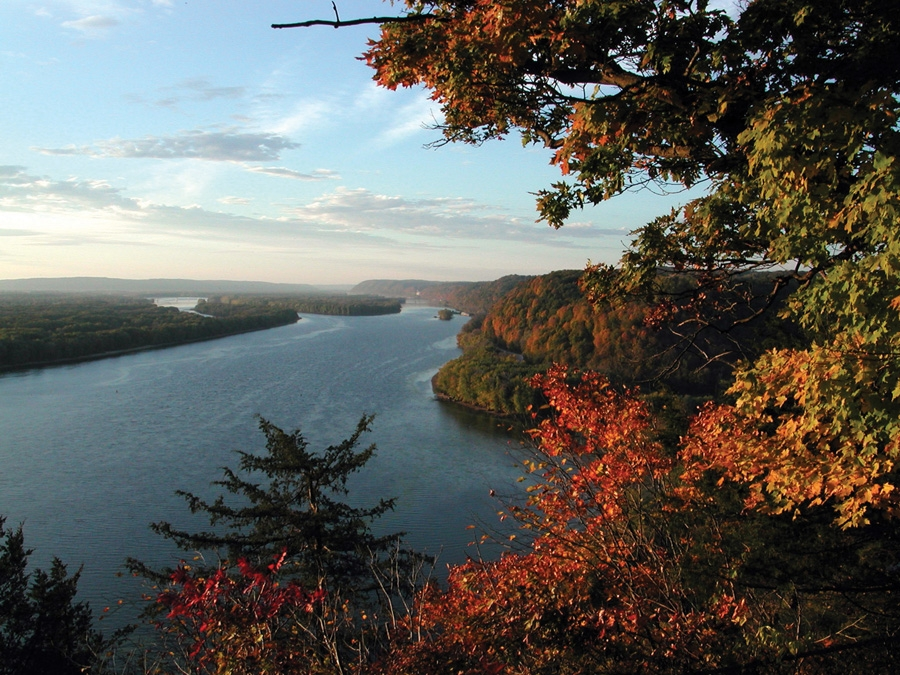
Flusstal im Schutzgebiet

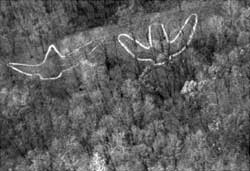
Zwei Mounds in Vogelform (die Umrisse sind zu Forschungszwecken mit Kalk eingefärbt)

Das Gebiet liegt am Westufer des Mississippi Rivers in der Übergangszone zwischen den Prärien der Great Plains im Westen und der Mischwald-Zone im Umfeld der Großen Seen. Es war in der letzten Eiszeit (in Nordamerika Wisconsin glaciation genannt) eisfrei, das Steilufer des Flusses hat daher seine schroffen Formen erhalten und die Region wurde vergleichsweise früh besiedelt. Die Landschaft des eisfreien Driftless Areas ist geprägt durch Plateaus aus Kalkstein mit teils tief eingeschnittenen Flusstälern, an vielen Stellen treten Karsterscheinungen auf. Die Region war in prähistorischer Zeit überwiegend locker bewaldet, wobei der Baumbestand durch häufige kleine Brände offen gehalten wurde. Der Fels des Steilufers im heutigen Schutzgebiet weist eingelagerte Schichten von Feuerstein auf.

## Effigy Mounds
Als Mounds werden alle künstlichen Hügel bezeichnet, die in den östlichen Vereinigten Staaten von prähistorischen Indianerkulturen errichtet wurden. Die ältesten Mounds sind Grabhügel aus der Archaischen Periode und wurden im Südosten der USA ab etwa 3500 v. Chr. angelegt. Am Oberlauf des Mississippi Rivers kam dieser Begräbnisbrauch erst um 500 v. Chr. am Anfang der Woodland-Periode auf, aus ihm entwickelten sich die figürlichen Effigy Mounds der späten Woodland-Phase zwischen 700 und 1200 n. Chr.
Das Vorkommen von Effigy Mounds erstreckt sich über das südliche Wisconsin und die Grenzregionen zu Illinois, Iowa und Minnesota im Einzugsgebiet des Mississippi Rivers und seines Zuflusses Wisconsin River. Das Effigy Mounds National Monument am Rand des Verbreitungsgebietes bewahrt die größte Zahl und die besterhaltenen Mounds der Kultur, deren Überreste andernorts zumeist von Land- und Forstwirtschaft zerstört wurden. Nur im zerklüfteten Flusstal des Mississippi sind die Hügel weitgehend erhalten geblieben.
Die Mounds des Effigy Mounds National Monument sind gegenüber denen anderer Kulturen im Südosten der Vereinigten Staaten klein. Der größte hat eine Länge von rund 40 m, typisch für die figürlichen sind etwa 25 m, die ältesten, runden kommen oft nur auf unter 10 m. Alle sind zwischen 60 cm und wenig über einen Meter hoch. Sie erscheinen in Gruppen und bilden gemeinsame Strukturen.
Einige überwiegend alte, runde Mounds sind Grabhügel, die Toten sind zumeist in Hockstellung mit umfangreichen Grabbeigaben wie Speerspitzen und Keramik bestattet. Viele figürliche Effigy Mounds enthalten keine Gräber. Frühere Ausgrabungen und heutige zerstörungsfreie Aufnahmen mit Bodenradar zeigen, dass die meisten Mounds durch Abräumen der Humusdecke und Schaffung eines flachen Untergrunds mit anschließendem Aufschütten von Erdreich in einzelnen Klumpen aufgebaut wurden. Bei einigen wurde eine flache Grube in der späteren Form ausgehoben oder der Hügel auf der unbearbeiteten Oberfläche errichtet. Die Struktur aus zusammengefügten Erdklumpen passt zu einem Transport des Materials in Körben.
Vereinzelt wurden auch in anderen Regionen und Epochen Mounds in Tierform angelegt, sie werden jedoch nicht der Effigy Mounds Culture zugerechnet. Eine eventuelle Beziehung zwischen den Effigy Mounds des oberen Mississippi zum größten bekannten Mound in Tierform, dem Great Serpent Mound in Ohio, ist ungeklärt, da dessen Alter und kulturelle Tradition wegen widersprüchlicher Datierungen nicht bestimmt sind.

## Geschichte
Die ältesten Mounds der Region um das südliche Wisconsin entstanden am Ende der archaischen Periode um 500 v. Chr. aus Begräbnisformen des red ochre-Typs, bei dem gemahlenes rotes Hämatit in Grabstätten gestreut wurde. Im Süden des Schutzgebietes wurde ein Mound mit Hämatit-Schichten gefunden; ob sie künstlich entstanden und den red ochre-Kulturen zuzurechnen sind, ist fraglich, da der Hügel ansonsten eindeutige Merkmale einer wesentlich späteren Entstehung aufweist.
Die Mounds des Effigy Mounds National Monument entstammen der Woodland-Periode zwischen 500 v. Chr. und etwa 1150. Über die zugehörige Kultur ist nur wenig bekannt. Im feuchten Klima der Region mit starken jahreszeitlichen Temperaturschwankungen verwittern die meisten Artefakte schnell, Material für eine 14C-Datierung liegt nur vereinzelt vor. Die Menschen verfügten seit der archaischen Periode über Keramik, um 500 v. Chr. kommt die Nutzung von Kupfer auf. Dieses wurde im heutigen Ontario gefunden und über den ganzen Osten Nordamerikas gehandelt. Die Bewohner der Region am Mississippi und Wisconsin waren nomadische Jäger und Sammler und folgten den Nahrungsquellen je nach Saison. Im Herbst und Winter nutzten sie die Ressourcen der Hügelketten, insbesondere durch die Jagd auf Weißwedelhirsche und das Sammeln von Eicheln und den Nüssen des Hickorybaumes, in der wärmeren Jahreszeit lebten sie nahe Flüssen und ernährten sich überwiegend vom Fischfang und dem Sammeln von Muscheln sowie den Samen von wildem Wasserreis. Daneben standen Anfänge des Ackerbaus mit dem Anbau von Kürbis und Sonnenblumen. Im Sommer bewohnten sie im Familienverband oder Kleingruppen temporäre Wigwams aus mit Rinde abgedeckten Ästen, im Winter verbanden sich mehrere Familien und sie zogen sich in wettergeschützte Felsnischen zurück. Ihre Jagdwaffe war der Speer mit der Speerschleuder, wichtigste Werkzeuge waren steinerne Schaber und Beile. Werkzeuge aus Bein waren verbreitet, sind aber nicht erhalten. Die Bewohner legten regelmäßig kleine Waldbrände, als Mittel zur Treibjagd und um die von ihnen genutzten fruchttragende Baumarten im Waldbestand zu fördern. Feuer diente auch als Werkzeug beim Fällen großer Bäume.

### Frühe Woodland-Periode (500–100v.Chr.)
Die Hügel der frühen Woodland-Stufe sind rund, mit einem Durchmesser von unter zehn Metern und weniger als einen Meter hoch. In ihnen sind zumeist mehrere Tote in individuellen Gruben bestattet. Rotes, hämatitreiches Gesteinsmehl wurde noch oft in die Gräber gestreut. Einige alte Mounds im Süden des Schutzgebietes, in der Sny Magill Unit, werden dem Ende der frühen Woodland-Stufe zugerechnet.

### Mittlere Woodland-Stufe (100v.Chr.–700)
Die mittlere Woodland-Periode ist gekennzeichnet durch das Aufkommen von Fernhandel, komplexen Begräbnissitten und neuen, feineren Keramikformen. Die Menschen im oberen Mississippi-Tal wurden durch den neuen kulturellen Austausch mit der Hopewell-Kultur im Tal des Ohio Rivers beeinflusst. Die Verbindungen erlaubten den Fernhandel von Kupfer von den Großen Seen und Obsidian aus den Rocky Mountains durch den ganzen Osten Nordamerikas und die Prärie-Regionen. Auch Glimmer, Bleiglanz und Feuerstein wurden über weite Strecken transportiert. Die Mounds im Schutzgebiet, die der Epoche zugeordnet werden, sind oft größer als früher, die runden Kuppen sind glatt ausgeformt und werden als conical (konisch, kegelförmig) bezeichnet. Auch sie enthalten in der Regel Gräber und Grabbeigaben. Viele Leichname zeigen Anzeichen für eine Sekundärbestattung: Im Winter oder der Erntesaison wurden die Toten in Tierhäute oder Matten aus pflanzlichem Material gehüllt und auf Bäumen oder hölzernen Plattformen abgelegt, bis Zeit war ihnen einen Mound zu errichten. Vereinzelt kam auch die Feuerbestattung und ein Begräbnis in rechteckigen Gruben mit senkrechten Wänden aus Ton auf. Die letztgenannten Sitten kamen aus der Hopewell-Region an den Oberlauf des Mississippis. Gegen Ende der mittleren Woodland-Periode entstanden die ersten zusammengesetzten Mounds: Neben dem großen konischen Grabhügel wurde eine Reihe kleinerer, runder oder länglicher Hügel ohne Gräber angelegt. Die längste derartige Struktur im Schutzgebiet erstreckt sich über mehr als 140 m.

### Späte Woodland-Stufe (700–1150)

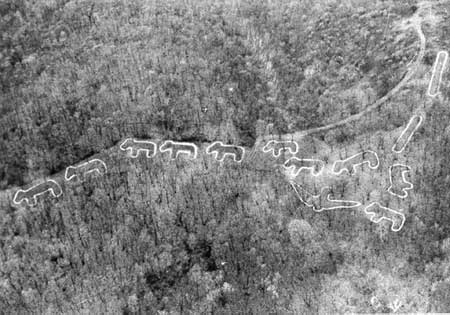
Marching Bear Mounds (Nordteil; die Umrisse sind zu Forschungszwecken mit Kalk eingefärbt)

In der späten Woodland-Periode begann der Bau der figürlichen Effigy Mounds und die Kultur der Effigy Mound Builders verbreitet sich im Übergangsgebiet zwischen den Prärien und den Großen Seen mit einem Schwerpunkt im heutigen Wisconsin. Unkalibrierte 14C-Daten der figürlichen Hügel liegen zwischen 700 und 1030. Während auch weiterhin runde Mounds angelegt wurden, erscheinen daneben Hügel in Tierform. Gefunden werden Vögel, Schildkröten, Eidechsen, auf der Seite liegende Bären, Panther oder Wildkatzen und vereinzelt Menschen. Im Effigy Mounds National Monument wurden ausschließlich Vögel und Bären entdeckt. Sie sind nur noch teilweise Grabhügel, auch fehlen Grabbeigaben fast völlig.
Die Effigy Mounds wurden immer in Gruppen angelegt, oft mit runden und länglichen Hügeln kombiniert. Diese Gruppen erreichten teilweise beachtliche Größe. Bei Harpers Ferry, Iowa, nur wenig nördlich des Schutzgebietes wurden in den 1890er Jahren 895 Mounds kartiert, bis 1930 waren alle bis auf etwa zwanzig durch Land- und Forstwirtschaft zerstört. Die Gruppe in der Sny Magill Unit des Schutzgebietes gilt als die größte erhaltene Konzentration an Mounds. Die Gruppen waren entweder flächig dicht verteilt oder in linearen Strukturen angeordnet. Letztere verlaufen in der Regel entlang von Geländeformen, wie Hangkanten und Flussterrassen. Sofern die Strukturen eine Bewegungsrichtung andeuten, orientieren sich die Formen nahezu immer hangabwärts.
Die Bedeutung der figürlichen Mounds für die damaligen Erbauer ist unbekannt. Die heutigen indianischen Bewohner der Region „sehen die Hügel als heilige Orte an, die die Verbindung zwischen den Menschen, der Natur und dem Reich der Geister herstellen können“. Der Archäologe R. Clark Mallam schreibt, die Mounds sollten „als Kunstwerke gesehen werden, die in symbolischer Weise prähistorische Glaubensvorstellungen und Werte integrieren“. Und weiter: Die Hügel „mögen die Mittel gewesen sein, mit denen Menschen […] versuchten, ihre philosophischen Überzeugungen über das Universum, die Lebenskraft und die komplexen Verknüpfungen von natürlichen und kulturellen Beziehungen zu definieren und auszudrücken, denen sie auf dem Niveau der Jäger und Sammler unterworfen waren“.
Ethnologen nehmen an, dass die Effigy Mounds territoriale Markierungen waren und zugleich Versammlungsorte von Clans und größeren Clan-Verbänden oder Phratrien. Noch heute sind in mehreren Indianervölkern der Sioux-Sprachfamilie dieselben Tiere als Totems verbreitet, wie sie von den Effigy Mound Builders errichtet wurden, dabei sind die Clans in dual organisierte Erblinien (Moietys) der Luft und der Erde getrennt. Der Donnervogel-Clan dominiert bei den Winnebago die obere Moiety, der Bären-Clan die Landtier-Clans und der als Panther dargestellte Wassergeist die Clans der Wassertiere in der symbolisch unteren sozialen Gruppe. In der Regel herrscht in einer Gruppe von Mounds ein Symbol, fast immer ist aber ein weiteres präsent. Im National Monument dominieren die Bären; Vögel sind deutlich in der Unterzahl. Diese Situation ist konsistent mit anderen Fundorten im Verbreitungsgebiet. Vögel treten fast überall auf, Bären und Panther schließen sich regelmäßig gegenseitig aus, wobei am Mississippi die Bären typisch sind für den Süden des Effigy-Mounds-Gebietes, während die Panther weiter flussaufwärts im heutigen Minnesota vorherrschen. Daraus wird eine territoriale Funktion der Mounds abgeleitet.: „Effigy Mounds gliedern Gebiete, machen Grenzen bekannt und erheben Anspruch auf Kontrolle.“
Bereits mit Beginn der späten Woodland-Stufe verbreiteten sich neue Kulturtechniken: Die Speerspitzen der Zeit wurden kleiner und präziser. Die keramischen Funde der Periode waren vielseitig verziert. Nachdem für Werkzeuge fast ausschließlich lokale Materialien verwendet wurden, wird vermutet, dass der Fernhandel in eine Krise geriet. Um 900 zeichnen sich weitere Veränderungen in den Funden ab. Siedlungen wurden ganzjährig bewohnt, wobei die Bewohner versuchten, das Verweilen auch in der für den jeweiligen Ort weniger geeigneten Jahreszeit durch eine intensivere Ressourcen-Nutzung zu kompensieren. Im Flusstal des Mississippi zeigen datierbare Muschelschalenhaufen, dass die Süßwassermuscheln so intensiv gesammelt wurden wie nie zuvor. Auch bauen die Bewohner der Uferzone erstmals in der Region auch Mais an. Analysen im Rahmen der New Archaeology lassen als Hauptursache auf eine Bevölkerungszunahme über die Kapazität der verfügbaren Ressourcen schließen. Berechnungen der Tragfähigkeit der Savannen-Landschaft zeigen, dass insbesondere die Knappheit von Brennholz und jagbaren Weißwedelhirschen kulturellen Wandel erzwang. Die Abnahme der Hirsche wurde noch dadurch verstärkt, dass gleichzeitig am oberen Mississippi die Bogenjagd aufkam.
Um 1050 brachen die Bevölkerungszahlen zusammen. Im ganzen Gebiet sind nur noch zwei Siedlungsorte bekannt, einer davon nur rund 25 Kilometer westlich des National Monuments. Diese weisen signifikante Neuerungen auf: Sie liegen im Landesinneren versteckt an Biegungen von kleineren Flüssen und sind von Palisaden umgeben. Erstmals kann man von Dörfern sprechen, vorher siedelten nur einzelne Familien oder Clans. Die Bewohner lebten von der Jagd und dem Anbau von Mais, dazu setzten sie erstmals Hügelbeete ein, die früher im Jahr frostfrei waren, um die Reifung der Früchte vorzuverlegen und so Konflikte mit der besten Jagdsaison zu vermeiden. Diese Veränderungen wie auch neue Keramiktypen stammen aus dem Kontakt mit der Mississippi-Kultur rund 600 km flussabwärts, die damals ihre Blütezeit erreichte und sich nach Norden ausdehnte. Dieser Kontakt gilt wegen des umfangreichen Austausches von Keramik als friedlich, so dass unklar bleibt, gegen wen sich die Befestigung der Dörfer richtete.
Weitere hundert Jahre später, um 1150, wurden beide Dörfer aufgegeben. Gleichzeitig entstanden am Mississippi, südlich und nördlich der beiden Orte, zwei getrennte Siedlungsgebiete einer neuen indianischen Kultur, der Oneota. Ihre genaue Herkunft und Entwicklung ist unbekannt. Sie intensivierten den Mais-Anbau und führten Bohnen in der Region ein, womit alle drei typischen Nutzpflanzen der präkolumbischen Indianerkulturen (Kürbis, Mais und Bohnen, die sogenannten Drei Schwestern, Three Sisters), den oberen Mississippi erreicht hatten. Sie nutzten wieder den Fischreichtum der Flüsse und beherrschten erstmals die Jagd auf Bisons. Ihre Dörfer waren groß und dauerhaft, so dass hier der Umbruch von den Jägern und Sammlern zu Ackerbauern und die Vollendung der Sesshaftwerdung angesetzt werden. Die Oneota bauten keine figürlichen Mounds mehr; die runden Hügel entstanden aber auch in den folgenden Jahrhunderten vereinzelt, vermutlich bis um 1700. Aus den Oneota gingen ungefähr zeitgleich mit dem ersten Kontakt zu Europäern die Iowa, Oto, Winnebago, Sauk und Fox hervor, die durch die gemeinsamen Sioux-Sprachen verbunden sind.

### Besiedelung durch Weiße

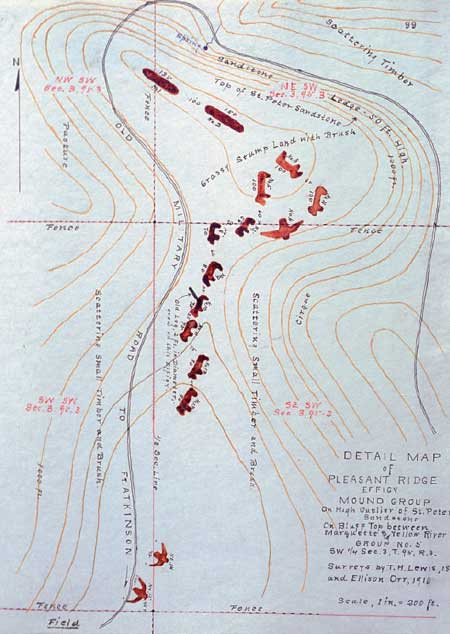
Geländeaufnahme der Marching Bear Mounds (Zeichnung: Ellison Orr; 1935)

Die ersten Weißen im Gebiet waren der französische Missionar Jacques Marquette und der Pelzhändler Louis Joliet, die 1673 den Oberlauf des Mississippis bereisten. Der erste Bericht von figürlichen Effigy Mounds stammt aber erst von Jonathan Carver, einem Landvermesser, der die Region 1766–69 erkundete. 1780 begann die offizielle Besiedelung des oberen Mississippis durch weiße Farmer. Die frühen Siedler erkundeten auch die Mounds, wobei die Effigy Mounds im Interesse hinter den größeren Hügel der Mississippi-Kultur und der Adena-Kultur zurückstanden. Viele Weiße glaubten nicht, dass die als primitiv angesehenen Indianer diese Bauten geschaffen hatten. Die Debatte darüber zog sich durch das gesamte 19. Jahrhundert, fast die gesamte Erkundung der Hügel diente der Klärung ihrer Herkunft. Als Erklärung wurde über eine „Super-Rasse“ spekuliert, die die Region verlassen hätte, bevor die Indianer sie besiedelt hätten, die Verlorenen Stämme Israels, alte Ägypter, antike Griechen und viele weitere Erbauer wurden von den Amateur-Archäologen der Zeit vorgeschlagen. Andere erkannten die Mounds als das, was sie waren, Begräbnis- und Kultbauten früherer indianischer Kulturen.
Um 1880 begann die systematische Suche und Kartierung der Mounds in der Region am Oberlauf des Mississippis. Die meisten wurden in den folgenden Jahrzehnten durch Land- und Forstwirtschaft zerstört. In den 1930er Jahren wurden durch Förderung der Works Progress Administration im Rahmen des New Deals professionelle archäologische Erkundungen möglich. Der zu diesem Zeitpunkt beinahe 80-jährige pensionierte Lehrer Ellison Orr hatte sich seit Anfang des Jahrhunderts aus privatem Interesse mit den Mounds befasst und leitete die Feldarbeit. Seine Arbeit legte die Grundlage für die Ausweisung des Schutzgebietes 1949, die er 92-jährig noch erlebte. Er starb zwei Jahre später und hinterließ alle seine Unterlagen dem National Monument, das sich bis heute darauf stützt.

## Das National Monument

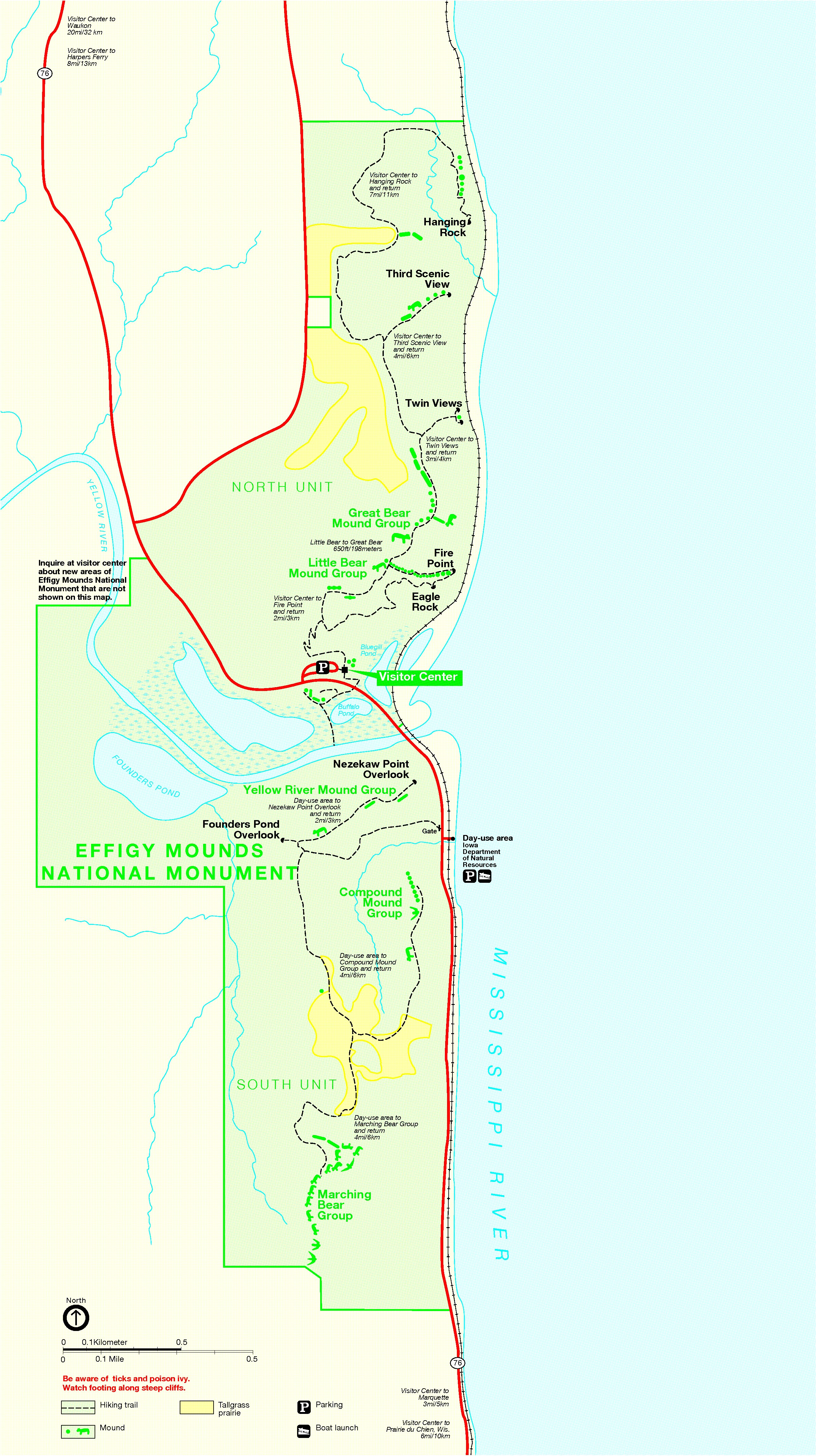
Karte des Hauptteils (North and South Unit) rund um das Besucherzentrum mit den nahegelegenen Mounds

Der erste Vorschlag für ein Schutzgebiet des Bundes für die Mounds im Nordosten Iowas stammt aus dem Jahr 1909. Während des folgenden Ersten Weltkriegs lagen Schutzbemühungen weitgehend auf Eis. Zwischen 1917 und 1921 schlug Iowa mehrfach die Einrichtung eines Nationalparks für das Mississippi-Tal vor, jeweils mit unterschiedlichen Begründungen etwa dem Schutz der Wälder aus Balsam-Tannen oder den Flussauen, die sich stark auf den Tourismus stützten. 1932 untersuchte der National Park Service schließlich die Eignung für einen Nationalpark und lehnte ab – nur die Gebiete mit den Mounds würden sich für ein National Monument eignen.
Zwischen 1936 und 1942 erwarben der Staat Iowa und die Bundesregierung Flächen am Ufer des Mississippi um die Mündung des Yellow River, doch der Zweite Weltkrieg unterbrach die Unterschutzstellung erneut. Erst 1946 wurden die Bemühungen fortgesetzt, Iowa übergab die Flächen in den festgelegten Grenzen an das US-Innenministerium und im Oktober 1949 wurde das Effigy Mounds National Monument durch eine Proklamation Präsident Harry S. Trumans gegründet. Es wurde seitdem mehrfach erweitert, zuletzt im Jahr 2000 um 4,23 km², so dass es heute 10,2 km² umfasst. Ein provisorisches Besucherzentrum wurde 1961 mit Mitteln aus der Mission 66 zum 50. Jubiläum des National Park Service durch einen Museumsbau ersetzt, 1971 wurden die bis dahin gezeigten menschlichen Knochen aus der Ausstellung entfernt. Am 15. Oktober 1966 wurde das Effigy Mounds National Monument als prähistorische Stätte und Historic District in das National Register of Historic Places aufgenommen.
Zum Schutzgebiet gehören heute vier Bereiche mit Mounds: North und South Unit, die ältesten Teile am Besucherzentrum (siehe nebenstehende Karte), die Heritage Addition am Yellow River im Westen und die Sny Magill Unit am Ufer des Mississippis 17 Kilometer weiter südlich, sie enthält die größte Zahl und Dichte an Mounds und hat bisher keine Einrichtungen für Besucher.

### Forschung im Gebiet

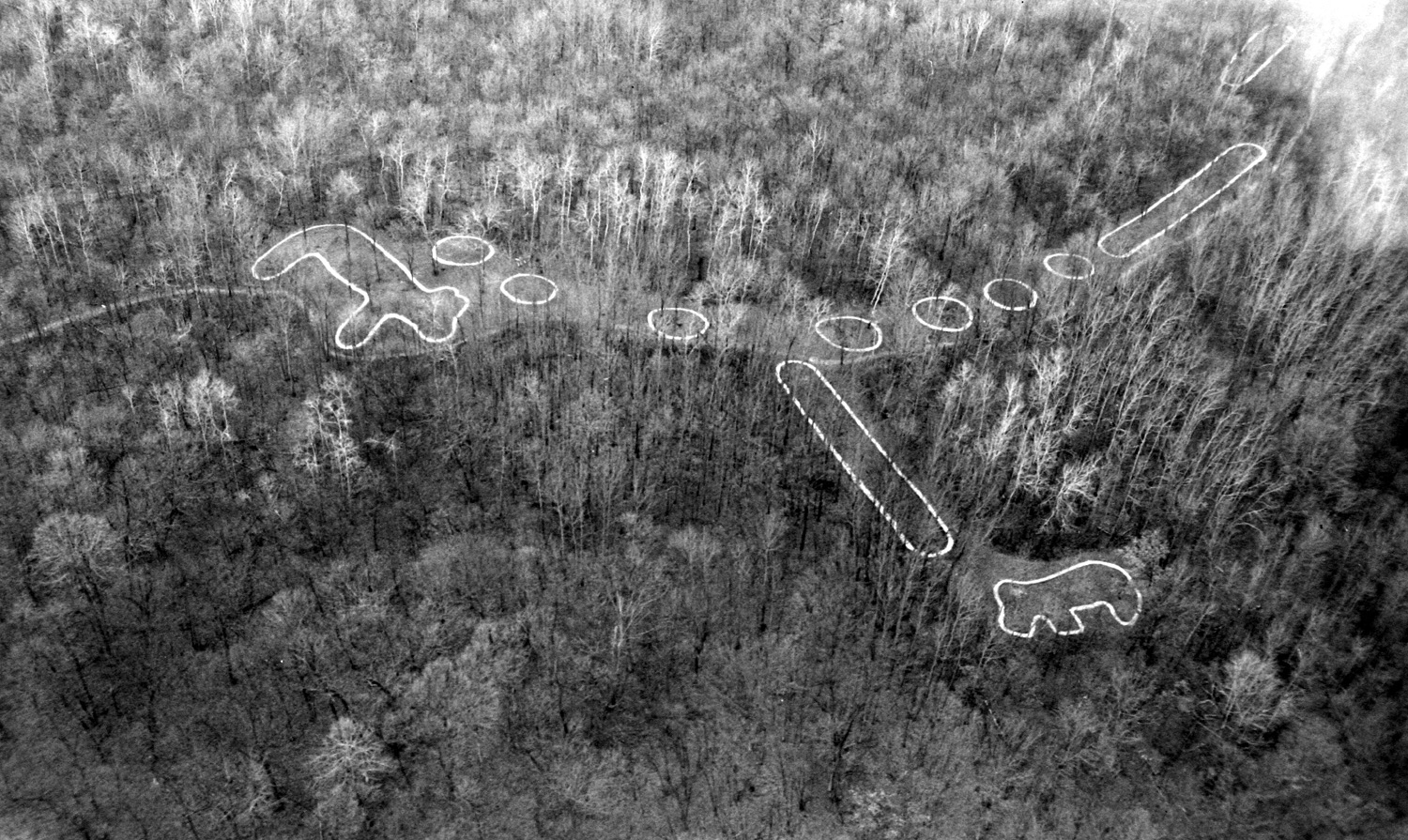
Great Bear Mound

In der Anfangszeit des Schutzgebietes fanden noch archäologische Ausgrabungen in Mounds statt: Im Inneren des Great Bear Mounds wurden in den 1950er Jahren eine steinerne Formation in Form eines Altars und große Mengen Holzkohle gefunden, in einem großen, konischen Mound am Fire Point wurden in anschließenden Grabungen zwischen sechs und acht Bestattungen unterschiedlichen Alters und verschiedener Arten entdeckt: Sowohl Erwachsene wie Kinder, gestreckte und hockende Stellungen sowie Überreste der Feuerbestattung waren in einen Hügel eingebettet. Seit 1959 sind nur noch nicht-zerstörende Erkundungen zulässig. Mit Verfahren wie Geomagnetik und Bodenradar wurden im Inneren vieler figürlicher Effigy Mounds Komplexe aus Stein und Feuerstellen entdeckt, außerdem an Steinkisten erinnernde Gruben mit Wänden aus Ton. In Effigy Mounds selten sind Gräber. Wo Bestattungen im Inneren von figürlichen Hügeln vorkommen, handelt es sich gleichermaßen um Männer und Frauen und auch Kindergräber wurden gefunden. Grabbeigaben sind hier selten und werden eher den Feuerstellen im selben Mound zugerechnet. 25 % der Toten sind direkte Bestattungen, 61 % Sekundärbestattungen von vorher in Tierhäuten oder pflanzlichen Matten abgelegten Leichen – diese werden oft zu mehreren gemeinsam beigesetzt, 2 % sind Feuerbestattungen und 12 % wurden als Ansammlung von Knochen gefunden, die keine Rückschlüsse auf die Bestattung zulassen.
In den 1970er Jahren wurden die Umrisse der Mounds mit Kalk eingefärbt, um im Winter Luftaufnahmen des Gebietes machen und so die Beziehungen zwischen den Strukturen besser erkennen zu können. Seit 2003 laufen digitale Erfassungen für ein Geoinformationssystem.

### Beziehungen zu den heutigen Indianern
Im Rahmen der Forschung haben die Archäologen immer den Kontakt zu den Indianern der Region gesucht, um deren Überlieferungen zu den Mounds kennenzulernen. Nach dem Native American Graves Protection and Repatriation Act (NAGPRA) von 1990 war das Monument wie alle historischen oder anthropologischen Einrichtungen des Bundes gefordert, menschliche Knochen, Grabbeigaben und andere kultische Objekte in seiner Sammlung zu identifizieren und zu prüfen, ob sie an heutige Nachfahren herauszugeben waren. Eine 2001 erstellte Studie ergab, dass die für eine Herausgabe notwendigen direkten kulturelle oder genetische Traditionslinien zu heutigen indianischen Völkern kaum nachgewiesen werden können. Die Oto und Iowa, die durch Wanderungen, Verdrängung und Vertreibung heute überwiegend in Oklahoma leben, dürfen als am nächsten mit den Erbauern der Effigy Mounds verwandt gelten, die Umbrüche am Ende der Woodland-Periode und die Konflikte bei und nach der Auflösung der Oneota haben aber eventuell bestehende Traditionen unterbrochen.
Dem steht gegenüber, dass eine Vielzahl indianischer Gruppen sich auf Überlieferungen berufen, die die Erbauer der Effigy Mounds als ihre Vorfahren beschreiben und den Anspruch erheben, den kulturellen Hintergrund der Mounds darzustellen. Diese Erzählungen sind in sich und untereinander widersprüchlich und nicht mit den archäologischen Befunden in Einklang zu bringen. Auch gibt es keine Erklärung, wie sie sich über die langen Zeiträume und kulturellen Umbrüchen seit der Erbauung der Mounds hätten halten können. Ähnliche Ansprüche, die die Mounds in die Tradition ihrer eigenen familiären oder kulturellen Vorfahren stellen, kommen auch von außerhalb der indianischen Gesellschaften: Angehörige der Kirche Jesu Christi der Heiligen der Letzten Tage („Mormonen“) und von „New Age“-Gruppen erklären die Mounds nach ihren Überlieferungen.
Mit den heute im Umfeld des Schutzgebietes lebenden Winnebago gibt es regelmäßige Konsultationen. Wie andere gesellschaftliche Gruppen wirkten sie auch an den Entwurfsarbeiten für einen General Management Plan mit, der bis 2009 erstellt wurde und die Ausrichtung des National Monuments für die nächsten 15 bis 20 Jahre bestimmen soll.

### Naturschutz

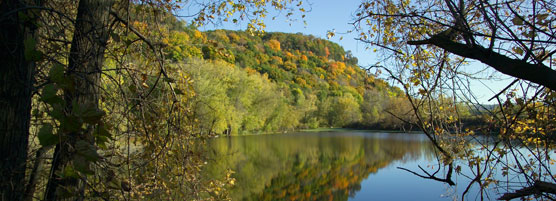
Altwasser am Yellow River

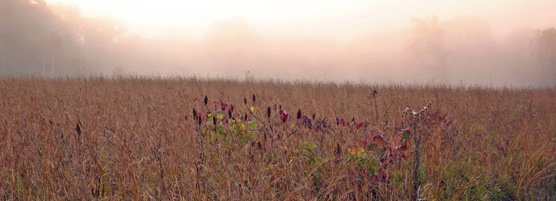
Prärie im Schutzgebiet

Das National Monument ist als Gedenkstätte und archäologisches Schutzgebiet ausgewiesen, aufgrund seiner Größe und der Lage am Fluss enthält es auch schützenswerte Lebensräume. Das Flusstal des Mississippis ist als Mississippi Flyway eine bedeutende Vogelzugroute, die Felsufer sind Brutgebiet für Greifvögel, die Wälder werden seit mehreren Jahrzehnten nicht mehr forstwirtschaftlich genutzt. Im Gebiet liegen mehrere kleinflächige Prärien, die mit großem Aufwand aus landwirtschaftlich genutzten Flächen renaturiert wurden, und Feuchtgebiete am Yellow River. Insbesondere für Vögel ist das Gebiet wichtig. Von 124 nachgewiesenen Arten stehen der Blauwaldsänger, der Meisenwaldsänger und der Haldenwaldsänger, die Wilson-Drossel und die Walddrossel, der Rotschulterbussard und der Weißkopfseeadler unter besonderem Schutz. Zur Jahrtausendwende wurde Effigy Mounds National Monument von der Audubon Society als Important Bird Area, ein für den Vogelschutz bedeutendes Gebiet, eingestuft.
Das National Monument fügt sich ein zwischen benachbarte Naturschutzgebiete, darunter das Driftless Area National Wildlife Refuge und das Upper Mississippi River National Wildlife Refuge, zwei National Wildlife Refuges, der Pikes Peak State Park und die geschützten Teile des Yellow River State Forest. Auf dem gegenüberliegenden Ufer des Mississippi in Wisconsin liegt der Wyalusing State Park.

### Tourismus
Effigy Mounds National Monument ist über den Iowa Highway 76, der hier als Teil der Great River Road am Mississippi als National Scenic Byway ausgewiesen ist, vom rund fünf Kilometer südlich gelegenen Marquette am U.S. Highway US 18 erreichbar. Besucher finden im Informationszentrum eine Ausstellung zu den Mounds, ihren Erbauern und der Kultur der Woodland-Periode, sowie den späteren Indianern der Region. Neben dem Besucherzentrum liegen drei große konische Mounds. Die Great Bear-Gruppe ist auf einem Wanderweg etwa 1,5 km entfernt. Die Marching Bear-Formation liegt im Südteil und ist zu Fuß von einem Parkplatz am Mississippi oder auf einer pro Richtung etwa einstündigen Wanderung vom Besucherzentrum zu erreichen. Außer den Mounds, den Wäldern und Prärien hat das National Monument einen weiten Blick über den Fluss vom Hochufer aus zu bieten. Auch hier sind die Aussichtspunkte nicht mit dem Auto, sondern nur zu Fuß erreichbar.
Die Ranger bieten im Sommerhalbjahr mehrfach täglich geführte Wanderungen an, daneben gibt es spezielle Themenführungen und jährlich im Oktober ein Wochenende, das dem Vogelzug gewidmet ist. Im Schutzgebiet gibt es keine Unterkünfte oder Verpflegung.
Nach Fläche und Besucherzahl liegt das National Monument im Mittelfeld der Gebiete des National Park Service. Im dünn besiedelten und landwirtschaftlich geprägten Norden von Iowa hat das einzige National Monument im Bundesstaat dennoch touristische Bedeutung. Knapp die Hälfte der Besucher nimmt kommerzielle Übernachtungsmöglichkeiten in der Region in Anspruch, allerdings reisen nur unter 10 % der Auswärtigen gezielt wegen des Monuments ins nordöstliche Iowa. Die größte Attraktion in der Nähe ist das älteste lizenzierte Casino Iowas in Marquette.